# Immunoglobulin G
Immunoglobulin G (IgG) er det dominerende antistof. Det immunoglobulin der findes i størst mængde i organismen. Det ses ofte ved sekundære infektioner, altså når man tidligere har været udsat for antigenet. 
IgG er det eneste antistof der kan passere gennem moderkagens membran. IgG fra moderen er derfor det antistof, som beskytter fosteret og den nyfødte mod infektionssygdomme i den første tid efter fødslen.
IgG's hovedfunktioner er følgende: 
- Aktivere komplementkaskaden via den klassisk vej
- Opsonisering - dvs. gøre mikroorganismer mere 'spiselige' for makrofager

Halveringstiden for IgG er 21 dage for mennesker, dette varierer fra dyreart til dyreart. 

## Opbygning
IgG ligner et Y, bestående af to lette kæder og to tunge kæder, disse er bundet sammen med disulfidbindinger. I hver ende af Y'et findes to hypervariable områder. Det er her binding af antigen finder sted. 